# Droge struwelen van Europa en Bassas da India
De droge struwelen van Europa en Bassas da India (Engels: Ile Europa and Bassas da India xeric scrub) vormen een ecoregio op de Franse eilanden Europa en Bassas da India in de Straat van Mozambique. De ecoregio is onderdeel van de WNF-bioom woestijnen en droge struwelen.

## Beschrijving
Het is een woestijn-ecoregio met een totale oppervlakte van ongeveer 30 vierkante kilometer. Het bestaat uit rotsachtige eilanden van vulkanische oorsprong omgeven door koraalriffen. Europa bereikt een hoogte van 24 meter, maar Bassas da India is erg vlak en wordt soms overspoeld door de getijden.

## Flora
Er zijn vier vegetatietypen geïdentificeerd op Europa:
- Droog bos van wolfsmelksoort Euphorbia stenoclada
- Droog grasland van Sclerodactylon macrostachyum
- Mangrovebos van Rhizophora mucronata
- Kuststrook met Suriana maritima

In het noorden van het eiland overleven ook verlaten plantages van sisal (Agave sisalana) en Furcraea foetida. 

## Fauna
Europa herbergt een van de laatste stabiele en onaangetaste populaties groene zeeschildpadden (Chelonia mydas) ter wereld. Karetschildpadden (Eretmochelys imbricata) komen ook veel voor.
Tot de aanwezige zeevogels behoren de Audubons kleine pijlstormvogel (Puffinus lherminieri), bonte stern (Sterna fuscata), bruine gent (Sula leucogaster), grote fregatvogel (Fregata minor), kleine fregatvogel (Fregata ariel), reuzenstern (Sterna caspia), roodpootgent (Sula sula), roodstaartkeerkringvogel (Phaethon rubricauda) en de witstaartkeerkringvogel (Phaethon lepturus).
Er leven verschillende soorten landvogels op het eiland: kerkuil (Tyto alba), Madagaskarbrilvogel (Zosterops maderaspatanus), Madagaskarralreiger (Ardeola idae), Madagaskarzilverreiger (Egretta dimorpha) en schildraaf (Corvus albus).
Er komen ook twee soorten skinks voor op het eiland: Cryptoblepharus boutonii en Mabuya comorensis en daarnaast meer dan 55 soorten insecten.

## Bescherming
De ecoregio is kritisch bedreigd. Het eiland Europa is sterk aangetast door geïntroduceerde diersoorten, voornamelijk geiten en ratten, Franse militaire installaties op het eiland en zeevervuiling door het drukke scheepvaartverkeer in het Kanaal van Mozambique. Beide eilanden zijn natuurreservaten.